# Ines Mandl
Ines Mandl (4 avril 1917 - 5 août 2016) est une biochimiste américaine d'origine autrichienne qui reçoit la médaille Garvan-Olin en 1983 pour ses travaux sur l'enzyme collagénase,. Elle est professeure à l'Université Columbia.

## Jeunesse et éducation
Ines Hochmuth est née en 1917, à Vienne, fille unique d'Ernst Hochmuth et Ida Bassan. Elle termine ses études primaires et secondaires en Autriche, puis épouse l'un des collègues de son père, Hans Mandl, et déménage à Londres. En Irlande pendant la Seconde Guerre mondiale, elle obtient un diplôme en technologie chimique de l'University College Cork.
Après la guerre, elle poursuit des études supérieures en chimie aux États-Unis, obtenant une maîtrise en 1947 et des études doctorales en 1949, à l'Institut polytechnique de Brooklyn (aujourd'hui Tandon School of Engineering de l'Université de New York).
Elle est l'une des dernières étudiantes de Carl Neuberg, le "père de la biochimie".

## Carrière
Ines Mandl accepte un emploi dans le département de chirurgie de l'Université Columbia après avoir terminé son doctorat en 1949 et reste à Columbia pour toute sa carrière. En 1950, elle devient la première scientifique à extraire la collagénase de la bactérie Clostridium histolyticum. D'autres travaux portent sur l'étude de la détresse respiratoire chez les nouveau-nés et sur la biochimie de l'Emphysème pulmonaire. Elle occupe un poste d'enseignante en microbiologie et co-écrit plus de 140 publications universitaires.
En 1972, Mandl fonde une revue académique dans son domaine, Connective Tissue Research ; elle est rédactrice en chef du journal depuis son premier numéro jusqu'à sa retraite en 1986.
Son travail est reconnu en 1977 par la médaille Carl Neuberg de l'American Society of European Chemists and Pharmacists, et en 1983 par la médaille Garvan de l'American Chemical Society. Elle reçoit également la Croix d'honneur autrichienne pour la science et l'art, est élue à l'Académie américaine des arts et des sciences et à l'Académie des sciences de New York.

## Héritage
Ines Mandl fait une dotation substantielle à son alma mater, la Tandon School of Engineering de l'Université de New York, pour des bourses de premier cycle et des bourses d'études supérieures en génie chimique et en sciences biologiques. Au cours des dernières décennies, la collagénase a commencé à trouver diverses applications médicales pratiques.
La Fondation médicale Ines Mandl de Budapest organise un concours pour célébrer le 90e anniversaire de Mandl en 2007.